# Conill
|  | Per a altres significats, vegeu «Conill (desambiguació)». |

Els conills són un grup de mamífers de la família dels lepòrids que no correspon a cap tàxon en concret. El terme «conill» és un nom comú i els animals que s'anomenen «conills» es reparteixen en deu gèneres diferents (tots els de la família Leporidae tret de Lepus).
En general, els conills són animals petits que no superen el mig metre, amb la cua molt curta i unes orelles molt llargues. Tenen unes potents potes posteriors que utilitzen per desplaçar-se corrent i saltant. Són exclusivament herbívors i utilitzen el seu fi olfacte i els seus bigotis per buscar aliment.
Tot i que n'existeixen molts en estat salvatge, algunes varietats de conill han estat adoptades pels humans com a animal de granja, com a aliment, o com a animal de companyia.
L'espècie present a l'Europa mediterrània és el conill de bosc, a partir de la qual es va criar el conill domèstic.
Està inclòs en la llista de 100 de les espècies exòtiques invasores més nocives del món de la Unió Internacional per a la Conservació de la Natura. La seva introducció en Austràlia és un dels capítols més importants del deteriorament causat per espècies exòtiques invasores.

## Reproducció

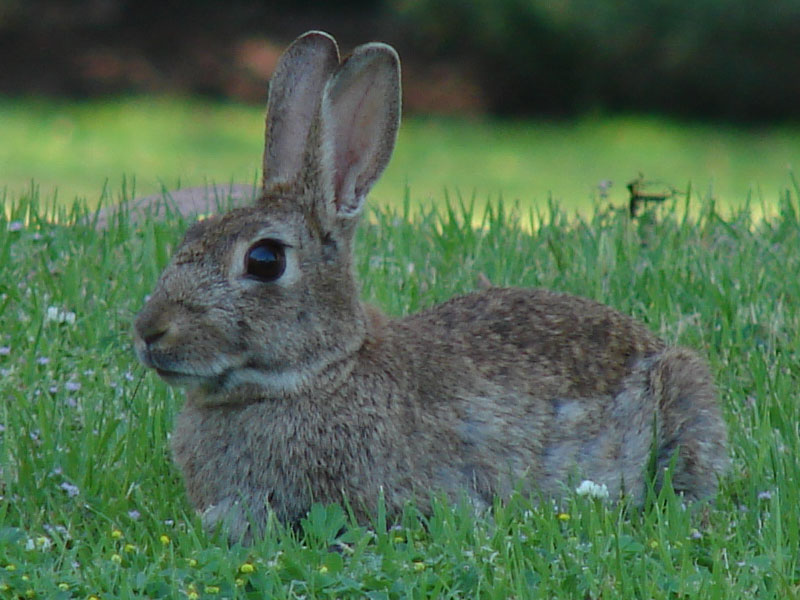
Exemplar salvatge reclinat

Les femelles arriben a la maduresa sexual, en funció de la mida, entre els quatre i els vuit mesos i amb freqüència poden tenir una camada de conills abans de l'any. El període de gestació dura entre 31 i 33 dies.
Els nadons són cecs i sense pèl.

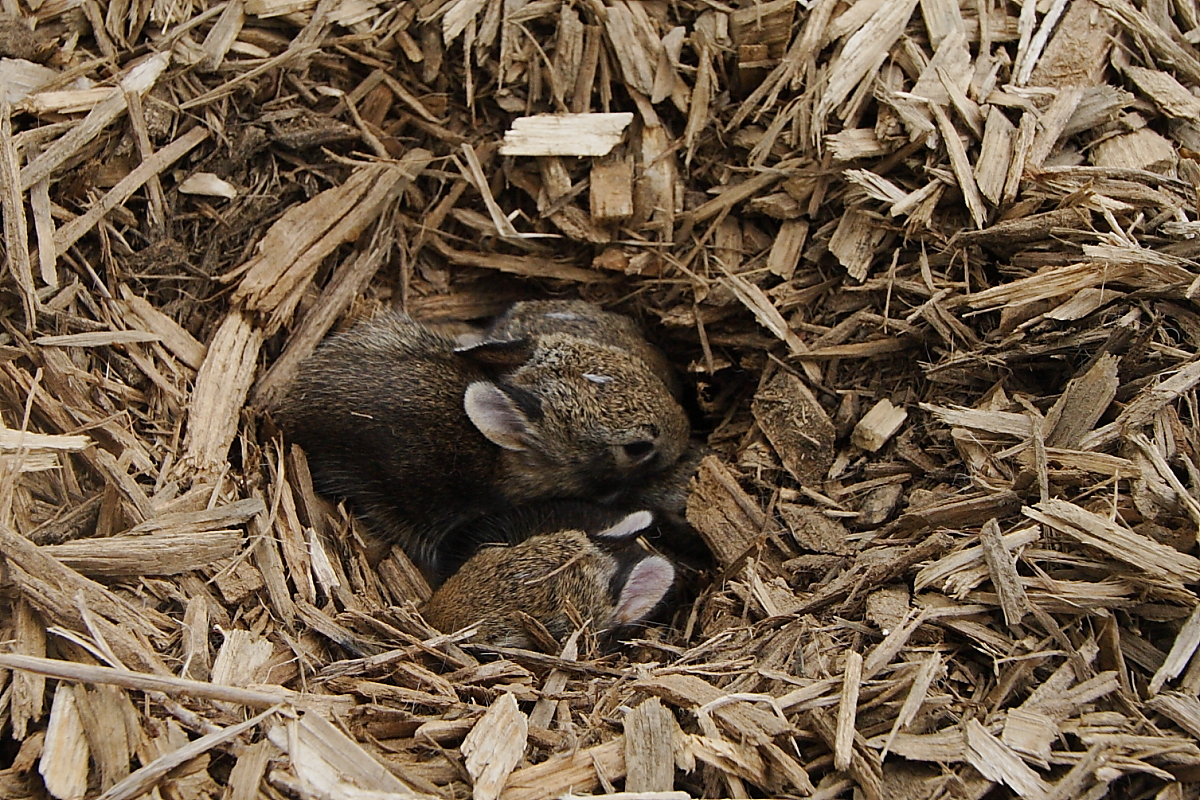
Un niu de conill amb cries

Les cries de conill es coneixen com a catxapons, catxapets, llorigons o llodrigons.

## Nutrició
Els conills són herbívors. La dieta es compon de diversos vegetals amb un component fibrós important, és a dir, mengen molt de farratge i poc gra. Les peculiaritats del procés digestiu fan que necessitin una dieta molt especial. Els cal que els aliments continguin gran quantitat de cel·lulosa i no gaires de sucres simples o midó, que poden fermentar ràpidament en el seu lent trànsit intestinal. A més, necessiten menjar sovint perquè aquest trànsit es mantingui, i per això constantment n'ingereixen petites quantitats. S'ha estimat que un conill pot ingerir aliment fins a 80 cops al dia. Existeixen tres components principals en la dieta d'un conill: el farratge sec, els aliments concentrats i els aliments verds. Els aliments verds poden constituir el 45% de la dieta. Pel que fa a l'aigua, és convenient saber que requereixen de 3 a 5 litres d'aigua fresca.

## Hàbitat

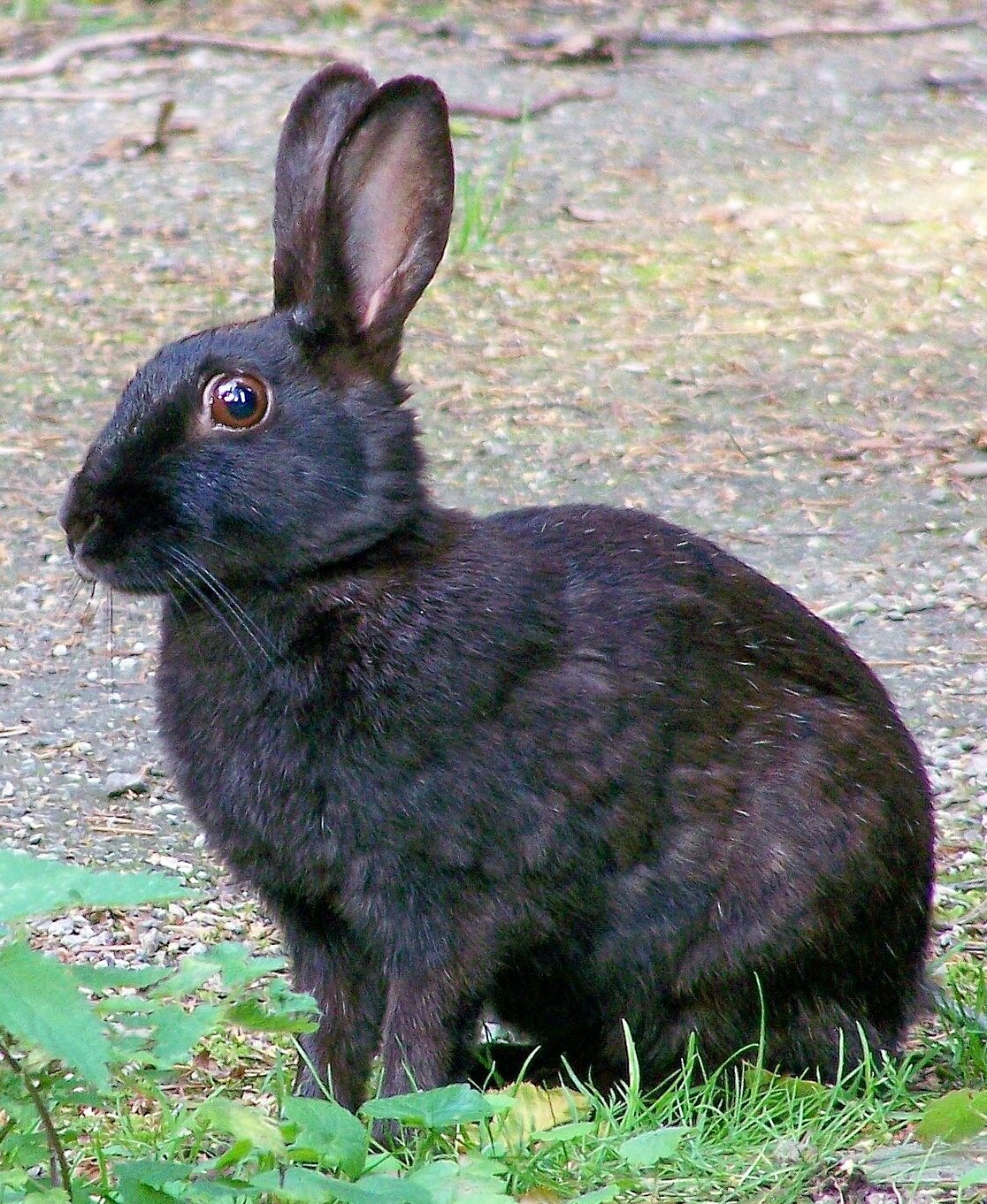
Exemplar de conill melànic

Viu en àrees seques properes al nivell del mar amb un sòl arenós i tou on pot construir el cau. Habiten boscos, tot i que prefereixen camps extensos coberts per matolls on poder amagar-se. Antigament també era freqüent de trobar-los en terres de conreu, però les arades modernes en destrueixen els caus. Tot i això, aquesta espècie s'ha adaptat a l'activitat humana i viu en parcs, camps de gespa o fins i tot en cementiris. De vegades es troben en cultius agrícoles, on s'alimenten d'enciam, grans o arrels.

## Distribució
Era abundant en el Paleolític, a jutjar per les restes descobertes a la Península Ibèrica. En l'actualitat, la seva àrea de distribució abasta el nord de l'Àfrica i tot Europa fins a Rússia, sent introduït en molts llocs del continent amb motius cinegètics. Al llarg de la història també ha estat portat a l'estat de Washington (Estats Units), Xile, Sud-àfrica i Austràlia, on els conills ferals s'han convertit en la principal plaga del país atesa l'absència de depredador i competidors naturals.

## Anatomia

I·lustració anatòmica simplificada d'un conill domèstic.

Ulls: Els ulls dels conills són més laterals que els de molts altres mamífers; això els brinda una visió més panoràmica, amb la qual poden detectar qualsevol depredador proper.
Vòmit: Els conills no poden vomitar pel petit lumen pilòric que tenen, cosa que els predisposa a acumular pèl a l'estómac. També tenen pèl a l'estómac perquè quan es netegen les potes o qualsevol altra part del cos també llepen el pèl que els queda enganxat a la llengua i se'ls empassen i els queden a l'estómac.
Ossos: L'esquelet del conill és molt fràgil i representa solament un 8% del total del pes corporal. Els ossos llargs i l'espina lumbar, que estan cobertes per una gran quantitat de múscul, són molt susceptibles de patir fractures.
Papada: Les femelles de moltes espècies presenten papada, provocada per una dermatitis, especialment en conilles obeses, que -en climes humits i càlids- mantenen aquesta zona humida.
Dents: Els creixen contínuament (de 10 a 12 centímetres al llarg de la vida d'un conill). Els conills presenten dos parells de dents incisives. El parell més petit d'incisius són darrere dels grossos i no posseeixen una vora filosa.
Orelles: A més a més de captar els sons, els ajuden a regular la temperatura corporal. Les orelles són fràgils i no han d'usar-se per a subjectar als conills. També hi tenen un líquid que els serveix per a protegir-se de malalties. Quan l'usen pot semblar que es rentin la cara, però en realitat s'hi estan escampant aquest líquid.
Tracte gastrointestinal: Té un estómac únic i glandular, un llarg intestí i un gran cec. La microflora intestinal és molt sensible a l'osmolaritat intestinal, al pH i a altres factors, com els canvis d'alimentació (especialment en conills de 4 a 12 setmanes).
Venes: Les venes són primes i fràgils. La formació d'hematomes després d'una vacuna és bastant comuna.
Mamelles: Les femelles en presenten 4 o 5 parells. Els mascles no tenen mugrons.
Orina: Pot ser vermella, rosada o de color carabassa. Aquests colors es poden deure al metabolisme de l'aliment. L'orina és la via d'excreció del calci i el fòsfor, a diferència d'altres mamífers que la fan per la bilis.
Potes: Els conills no tenen coixinets com altres mamífers. Aquestes zones estan cobertes amb un pelatge abundant. Les potes del darrere són molt potents per poder saltar i córrer molt més.
Femta: Produeixen 2 tipus de femta: les mucoses o cecotrofs, que provenen del cec, es produeixen al matí o a la nit. Els cecotrops es generen després de 4 a 8 hores de la ingesta i són ingerits directament des de l'anus. L'altre tipus de femta seca són les normals i es produeixen durant 1 a 4 hores després de la ingesta i no són reingerides pel conill.

## Caràcter

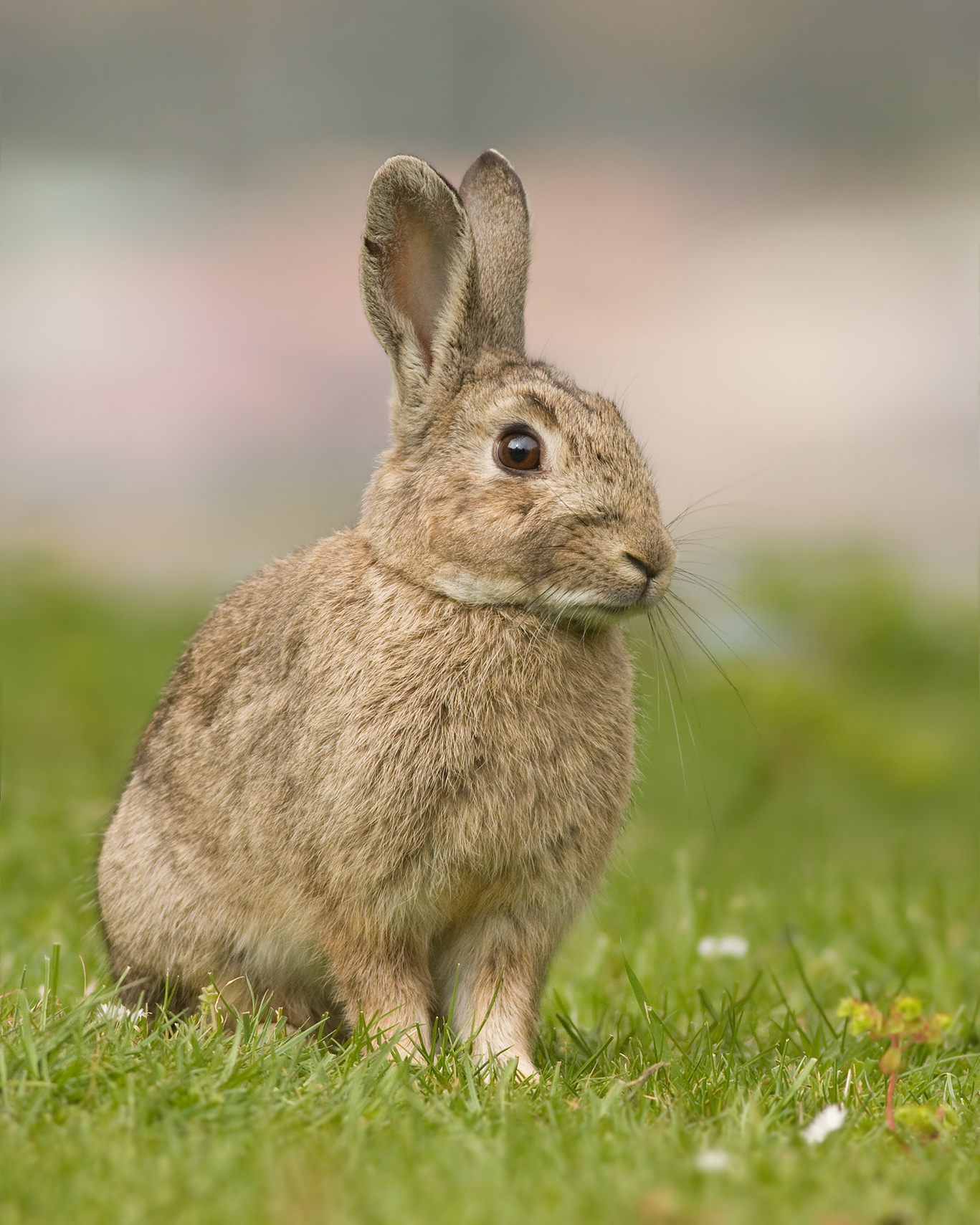
Conill de bosc (Oryctolagus cuniculus) a Austin's Ferry, Tasmània, Austràlia

Existeix la creença comuna que els conills i les llebres són animals temorosos. Al seu àmbit natural, aquest comportament el determina la necessitat de supervivència, és a dir, aquests animals són el principal objectiu de molts depredadors, com llops, àguiles, guineus o llúdrigues, per la qual cosa estar sempre vigilants és la seva millor arma. Així, davant qualsevol amenaça, aquest animal té dues úniques opcions: fugir o ajupir-se simulant estar mort. A la llar, es comporten de forma similar. Si percep sorolls estridents o molt forts, el conill s'encongirà amb les orelles cap enrere, els ulls oberts de bat a bat i li tremolarà tot el cos. Aquestes reaccions de seguretat els duen a marcar el territori que consideren seu. Al camp ho faran per mitjà de la col·locació de branques o pedres entorn d'un cau, o bé per mitjà de secrecions corporals. A la vida casolana, al costat de nosaltres, aquests animals consideraran el seu refugi la gàbia. Tot i que són animals tranquils, no són rars els enfrontaments amb els congèneres per defensar el seu espai.

## Aspectes culturals
En les representacions catòliques de l'edat mitjana, el conill encarnava el mal a causa la seva fertilitat.

## Gastronomia

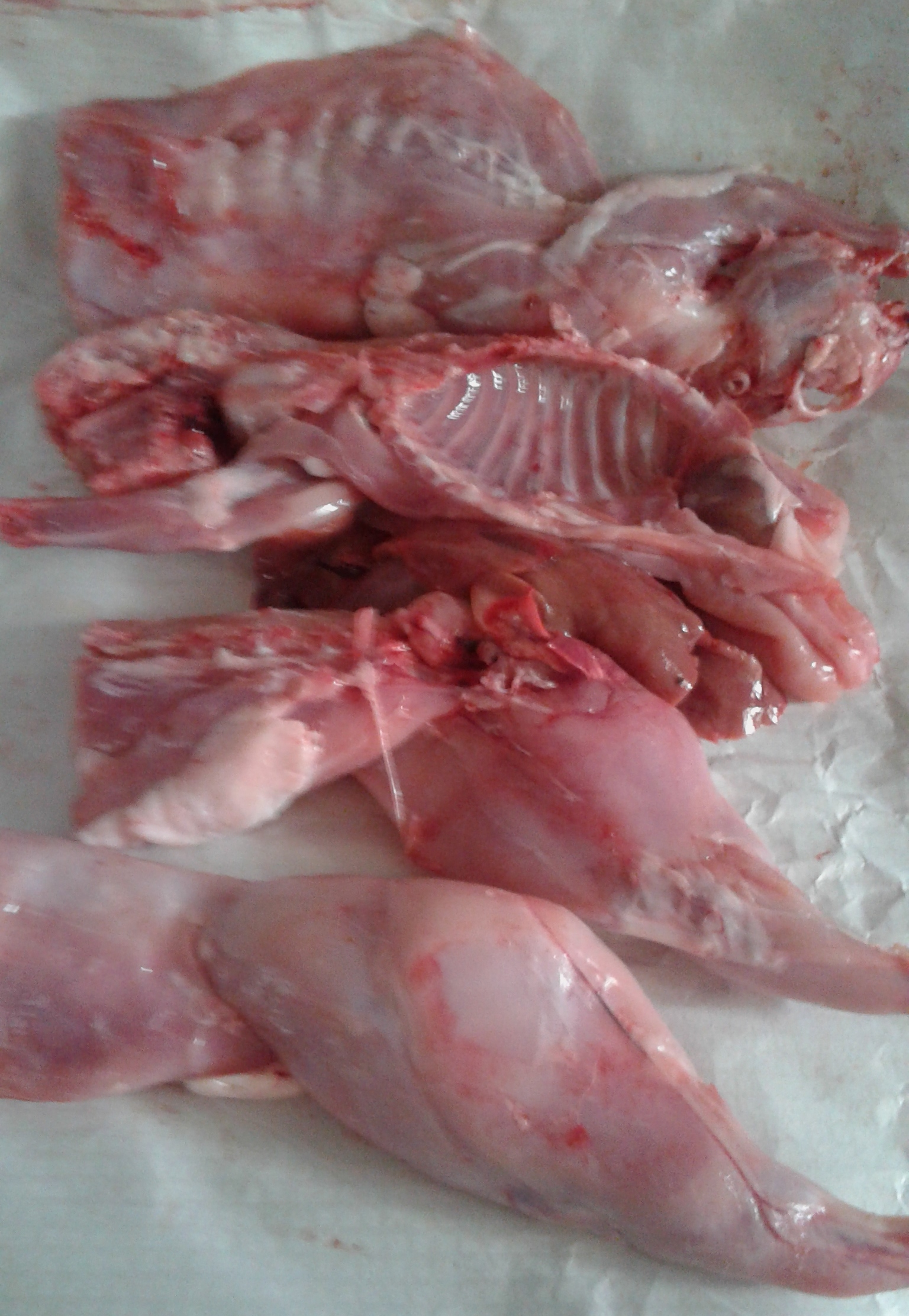
Conill trossejat per cuinar

La carn de conill és magra, amb poc greix, i es menja principalment a la Mediterrània: als Països Catalans, Occitània, Portugal, França, Espanya, i fins i tot a Flandes i Polònia, i és també la carn preferida a Malta.
A Vilafant (Alt Empordà) se celebra anualment la Mostra gastronòmica del Conill, una fira amb un ampli ventall d'activitats que té lloc a l'abril.

### Marca Q

Logotip marca Q

La carn de conill criada a Catalunya pot adherir-se al segell alimentari Marca Q de qualitat alimentària, certificació oficial atorgada pel Departament d'Agricultura, Ramaderia, Pesca i Alimentació de la Generalitat de Catalunya regulat per l'ordre de 29 de setembre de 2000,
La carn de conill emparada sota aquest distintiu prové d'animals de línies seleccionades per a producció càrnia, que procedeixen de granges de selecció. S'ha de garantir l'exclusivitat de les naus de la granja que es dediquen a la producció de conills amb la Marca Q. Després de les etapes d'alletament i engreix, els animals es sacrificaran amb un pes viu d'1,750 a 2,250 kg, i no seran sotmesos a cap tractament o alimentació medicamentosa durant els 20 dies anteriors al sacrifici. Les fórmules de pinso s'hauran de notificar al Servei de Producció Ramadera del Departament i complir els requisits de composició de proteïna bruta (15-18%) i fibra bruta (13-17%). Les matèries primeres han de ser de primera qualitat. Pel que fa al transport dels animals a l'escorxador, la distància entre aquest i la granja mai no ha de superar el 300 km amb un temps màxim de 5 hores.
La comercialització de les canals de conill han tenir un pes entre 1 i 1,5 kg, seran de color rosat i no presentaran cap defecte ni contusió. Les presentacions han de ser: canal sencera individual, canal sencera trossejada en quarts i meitats, mitja canal i especejament del conill (espatlles, cuixes, lloms). L'envàs ha de portar una etiqueta identificativa amb la data de sacrifici, pes, número de lot que permeti fer el seguiment fins a la granja d'origen, nom de l'empresa adjudicatària i el distintiu de la Marca Q. En cas de congelació, les canals no es podran comercialitzar amb la Marca Q.
Es controla i certifica tot el procés productiu, des de la granja fins al punt de venda, així com la traçabilitat des de l'animal viu fins al producte final.